# Chráněná oblast přirozené akumulace vod
Chráněná oblast přirozené akumulace vod (CHOPAV) je označení pro území České republiky vyhlášené jako chráněné kvůli přírodním poměrům, díky kterým na něm ve významné míře dochází k přirozené akumulaci vody.
CHOPAV je legislativní pojem stanovený ve vodním zákoně, jednotlivé oblasti vyhlašuje vláda nařízením.
V těchto oblastech jsou zakázány činnosti narušující vodní režim jako odlesňování, odvodňování, povrchová těžba apod.
Mezi CHOPAV patří následující oblasti (vyhlášeny byly v letech 1978–1981):
- Beskydy
- Jeseníky
- Jizerské hory
- Krkonoše
- Orlické hory
- Šumava
- Žďárské vrchy
- Brdy
- Jablunkovsko
- Krušné hory
- Novohradské hory
- Vsetínské vrchy
- Žamberk-Králíky
- Chebská pánev a Slavkovský les
- Severočeská křída
- Východočeská křída
- Polická pánev
- Třeboňská pánev
- Kvartér řeky Moravy